# Остров сокровищ (фильм, 1982)
«О́стров сокро́вищ» — советский трёхсерийный (до перемонтажа — четырёхсерийный) телефильм, экранизация одноимённого романа Р. Л. Стивенсона, третья из созданных в СССР после фильмов 1937 и 1971 годов. Снят режиссёром Владимиром Воробьёвым на киностудии «Ленфильм».
Премьера состоялась 31 декабря 1982 года.

## Сюжет
Англия середины XVIII века. Юный Джим Хокинс и его старшие друзья, доктор Ливси и сквайр Трелони, случайно стали обладателями карты капитана Флинта, на которой указаны координаты острова в Атлантическом океане, где спрятаны его сокровища. На шхуне «Испаньола» они начинают опасное плавание к далёкому острову, не догадываясь, что вместе с ними за сокровищами, прикинувшись корабельным коком, отправился Джон Сильвер — профессиональный пират с большим опытом.

## Особенности экранизации
Фильм представляет собой почти буквальную экранизацию романа, местами используя отрывки из других произведений Стивенсона — в частности, рассказ Билли Бонса про морского дьявола был взят из повести «Весёлые молодцы».
Отступления от авторского текста сделаны либо из-за технических ограничений (в частности, в фильме отсутствует эпизод погони Джима за «Испаньолой» на ялике), либо для придания фильму большей зрелищности у подростковой аудитории. Так, «Чёрный Пёс» одет по канадской моде и вооружён верёвкой, которую ловко метает в своих противников, Бен Ганн вооружён духовой метательной трубкой, сцена штурма форта решена в комедийном ключе, а сокровища хранятся в пещере со скелетами. В этих же целях присутствуют исторические анахронизмы, так, дамы в Бристоле носят причёски A-la Belle Poule, введённые в моду королевой Марией-Антуанеттой в 1778 году, намного позже описываемых событий, в честь памятного боя одноимённого французского фрегата.
В то же время финал фильма относительно судьбы Джона Сильвера отличается от содержания книги: в романе Сильверу удаётся сбежать с «Испаньолы», прихватив небольшую часть сокровищ, в фильме же Бен Ганн случайно убивает его на борту шхуны отравленной стрелой.
Исполнителю роли Джима Фёдору Стукову во время съёмок было всего 9 лет. Задействование в главной роли мальчика столь юного возраста противоречит основному мотиву романа — становлению личности подростка (хотя в романе возраст Джима не указан, но его психология соответствует мальчику возраста 12—13 лет).

## Версии
Существуют 3 версии фильма — 220 минут, 194 минуты и 183 минуты. Первоначальный вариант представлял собой 4 серии по 55 минут. В 1980-х годах фильм дважды подвергался цензуре и стал трёхсерийным. Из него были удалены сцены насилия, азартных игр, изображения мёртвых тел, особо страшные моменты c учётом детской аудитории фильма.
К 2008 году наибольшее распространение на DVD получила последняя, самая короткая версия фильма. В конце 1990-х объединение «Крупный план» выпустило видеокассету с «мало пострадавшей», второй версией. Первоначальный вариант фильма в настоящее время недоступен. На выпущенных объединением «Крупный план» в 2009 году двух DVD (DVD9+DVD5) («полная реставрация изображения и звука») — по-прежнему цензурированная версия. В 2012 году в Чехии был выпущен DVD со «второй версией» фильма длительностью 194 минуты.

## Места съёмок
Для съёмок сцен у моря использовали излюбленные советским кинематографом места. Начало фильма снимают на Куршской косе, съёмочный процесс шёл ранней весной в холодную погоду. Сам Остров сокровищ «размещён» в Новом Свете (Крым) на мысе Капчик (форт) и рядом в Делилиманской (Голубой) бухте (высадка), на скале Караул-Оба (сцены с Беном Ганном), причём сцены, происходящие по сюжету в разных частях острова, иногда снимали фактически на одном пятачке.
Для городского пейзажа английского Бристоля и трактира Сильвера был найден неожиданный прототип — внутренний двор Петропавловской крепости в Ленинграде — хорошо видны аппарель одного из бастионов и Комендантская пристань крепости. В Обводном канале Кронштадта Джон Сильвер, Джим Хокинс и команда плывут на корабль во второй серии. Сад сквайра Трелони снимали в парке Петродворца на заднем дворе Банного корпуса.
В качестве «Испаньолы» в фильме снимали несколько парусников, декорации кают снимали на студии. Основным кораблём выступила трёхмачтовая шхуна «Кодор» — учебный парусник с простым бермудским вооружением, хотя в книге описана двухмачтовая шхуна. Этот парусник-долгожитель находился в эксплуатации около 30 лет. Часть пиратов сыграли курсанты. Снимали вдали от берега, в районе Зеленогорска.

## В фильме снимались

### В главных ролях
- Федя Стуков — Джим Хокинс, юнга (роль озвучил Вячеслав Хованов)
- Олег Борисов — Долговязый Джон Сильвер, капитан пиратов, кок
- Виктор Костецкий — доктор Дэвид Ливси
- Владислав Стржельчик — сквайр Джон Трелони
- Константин Григорьев — капитан Александр Смоллетт
- Леонид Марков — Билли Бонс, штурман

### В ролях
- Георгий Тейх — Слепой Пью, пират
- Ольга Волкова — миссис Хокинс, мать Джима
- Валерий Золотухин — Бен Ганн, бывший пират, островитянин
- Николай Караченцов — Чёрный Пёс, пират
- Геннадий Юхтин — Израэль Хэндс, боцман
- Георгий Штиль — О’Брайен, пират
- Владимир Воробьёв — Джордж Мэрри, пират
- Гелий Сысоев — Глухонемой Гарри, пират
- Константин Воробьёв — Дик Джонсон по кличке Пастор, пират
- Николай Крюков — Том Морган, пират

### В эпизодах
- Андрей Алексеев — Абрахам (Эйб) Грей, плотник
- В. Бурлачко
- Олег Василюк — Джон Хантер, слуга Трелони
- Н. Ващилин
- Е. Дриацкая
- Игорь Ефимов — Том
- Е. Змачинский
- Валерий Козинец
- Иосиф Кринский
- Николай Кузьмин — Том Редрут, егерь
- Юрий Николаев
- Владимир Севостьянихин
- Л. Синюгин
- Анатолий Сливников — Джоб Эндерсон, пират
- Станислав Соколов — Ричард Джойс, слуга Трелони
- Леонид Тихомиров — Алан
- Филипп Школьник

## Съёмочная группа
- Автор сценария — Николай Семёнов
- Режиссёр-постановщик — Владимир Воробьёв
- Оператор-постановщик — Александр Чечулин
- Художник-постановщик — Елена Фомина
- Композитор — Евгений Птичкин
- Звукооператор — Галина Горбоносова
- Текст баллады — А. Роденбах
- Режиссёр — Б. Гольчиков
- Оператор — С. Филановский
- Редактор — Ю. Холин
- Монтажёр — З. Шейнеман
- Гримёр — Г. Грушина
- Костюмер — Г. Антипина
- Комбинированные съёмки:

Операторы: Ю. Дудов и Н. Дуброво
Художник — О. Акулов
Режиссёрская группа: С. Ильина, А. Дружков, В. Школьник
Художники-декораторы: В. Иванов, Е. Николаева
Постановщики трюков: О. Василюк, Н. Ващилин
- Ассистенты:

Оператора: И. Бибеев, К. Соколов
Художника по костюмам — В. Волынская
Монтажёра — Е. Карелина
Гримёра — Е. Козлова
- Дирижёр — Станислав Горковенко
- Директор — Юрий Джорогов

Съёмками трюков руководил каскадёр и постановщик трюков — Н. Н. Ващилин, сопостановщик — Олег Василюк. Команда каскадёров сложилась ещё на фильме «Красные колокола» Сергея Бондарчука. После обсуждения с режиссёром трюкам решили придать некоторую гротескность и нарочитость. Часть трюков исполнили актёры, в основном — фехтование и драки.
Песню «Облака» (стихи — Альбрехта Роденбаха, перевод с нидерландского — Е. Витковского) исполнил режиссёр фильма Владимир Воробьёв, игравший также роль пирата Джорджа Мэрри. В фильме сняли также его сына — Константина Воробьёва, игравшего Дика Джонсона.
Закадровый голос «от автора» — Виталий Соломин.